# Coris caudimacula
Coris caudimacula là một loài cá biển thuộc chi Coris trong họ Cá bàng chài. Loài này được mô tả lần đầu tiên vào năm 1834.

## Từ nguyên
Từ định danh của loài này được ghép bởi hai từ trong tiếng Latinh: caudi ("ở đuôi") và macula ("vệt đốm"), hàm ý đề cập đến đốm đen thường xuất hiện ở gốc vây đuôi của chúng.

## Phạm vi phân bố và môi trường sống
Từ Biển Đỏ và vịnh Oman, C. caudimacula được ghi nhận trải dài đến bờ biển phía nam bán đảo Ả Rập, dọc theo đường bờ biển Đông Phi đến Nam Phi, bao gồm Madagascar và hầu hết các đảo quốc, quần đảo trên Ấn Độ Dương, cũng như bờ biển Tây Úc và các đảo Sumatra và Bali (Indonesia) ở phía đông.
C. caudimacula sống gần các rạn san hô viền bờ hay rạn san hô trong các đầm phá trên nền đáy cát và đá vụn ở độ sâu đến ít nhất là 25 m; cũng có thể được tìm thấy trong các thảm cỏ biển hoặc những nơi có nhiều tảo.

## Mô tả
C. caudimacula có chiều dài cơ thể tối đa được biết đến là 20 cm. Cơ thể có màu xanh lục sáng, trắng hơn ở bụng. Vùng lưng có màu nâu đỏ, thường bị đứt đoạn bởi các vạch sọc nhạt màu. Đầu có các vệt sọc màu xanh lam nhạt: một vệt từ môi trên băng qua mắt, chạy dọc theo đường bên đến đuôi, sọc thứ hai dưới mắt, uốn thành hình móc câu ở rìa nắp mang, vệt còn lại ngắn nhất nằm dưới cùng. Nắp mang có đốm đen viền màu vàng. Có đốm đen ở vây lưng trước, và một đốm đen khác đôi khi xuất hiện trên cuống đuôi.
Số gai ở vây lưng: 9; Số tia vây ở vây lưng: 12; Số gai ở vây hậu môn: 3; Số tia vây ở vây hậu môn: 12; Số tia vây ở vây ngực: 13.

## Sinh thái học
Thức ăn của C. caudimacula là các loài động vật giáp xác, động vật thân mềm và chân bụng.